# Зайкова, Анастасия Евгеньевна
Анастасия Евгеньевна Зайкова (род. 2 февраля 2006 года, Новосибирск) — российская спортсменка, специализирующаяся в спортивном скалолазании. Чемпионка России 2024 года в боулдеринге. Мастер спорта России (2023).

## Биография
Анастасия родилась 2 февраля 2006 года в Новосибирске.
Родилась в семье Ирины Николаевны Зайковой и Евгения Борисовича Зайкова. Анастасия средний ребенок в семье. Старший Александр и младший Арсений.
Начала заниматься скалолазанием в 7 лет. Тренируется под руководством Дарьи Брагиной и Елены Шуваевой. Является воспитанницей спортивной школы технического, экстремального и интеллектуального спорта и действующей спортсменкой Новосибирского центра высшего спортивного мастерства.
На российских соревнованиях представляет Новосибирскую область.
С 2019 года входит в состав молодёжной сборной России, с 2022 года — взрослой сборной России по скалолазанию.
В 2021 году завоевала золото первенства России по боулдерингу. В 2022 и 2023 годах повторила это достижение, а также победила на первенствах России в олимпийском двоеборье.
Выступала в финале Всероссийской спартакиады 2022.
В 2023 году стала победительницей всероссийских соревнований, получила звание мастера спорта России.
Выступала на шоу «Суперниндзя», дошла до полуфинала.
В 2024 году стала чемпионкой России в боулдеринге и бронзовым призёром чемпионата России в двоеборье, завоевав лицензию на Всемирные игры дружбы.

## Результаты

### Чемпионаты России
| Дисциплина | 2024 |
| ---------- | ---- |
| Боулдеринг | 1    |
| Двоеборье  | 3    |

## Награды и звания
- Мастер спорта России (2023)